# Komparativní výhoda
Ekonomická teorie o komparativní výhodě vysvětluje výhodnost mezinárodního obchodu za určitých podmínek i v situaci, kdy jedna země je schopná vyrábět všechny druhy zboží s nižšími náklady než země druhá. Princip komparativních výhod se neváže pouze k mezinárodnímu obchodu, popisuje obecně situace, kdy je jeden ze subjektů ekonomického vztahu v některé činnosti produktivnější než všichni ostatní.
Myšlenku komparativní výhody poprvé popsal Robert Torrens ve stati Essay on the External Corn Trade (1815), ale o obecné rozšíření a rozpracování se postaral David Ricardo v knize Principy politické ekonomie a zdanění (1817, The Principles of Political Economy and Taxation). Nahrazuje koncept absolutní výhody, kterým se zabýval Adam Smith.
Pokud subjekt (firma nebo země) může určitý druh zboží vyrábět s nižšími náklady než jiné subjekty, má vůči ostatním absolutní výhodu. Dokáže vyrobit více zboží ze stejného množství výrobních zdrojů, proto je pro něj výhodnější specializovat se na tento druh zboží a přebytky vyměnit za ty druhy zboží, u kterých má absolutní výhodu někdo jiný, než produkovat všechny tyto výrobky sám. Teorie komparativní výhody také dokazuje, že směna může být prospěšná i v případě, kdy subjekt má absolutní výhodu u veškerého zboží.
Komparativní výhoda při výrobě určitého zboží znamená, že subjekt při výrobě tohoto zboží musí obětovat méně jiného zboží než druhý subjekt. V roce 1930 Gottfried Haberler ukázal, že Ricardovu teorii lze také vysvětlit pomocí neoklasického pojmu náklady ušlé (obětované) příležitosti.

## Ilustrace komparativních výhod
Předpokládáme dvě země (X a Y), které mají stejné množství pracovníků (resp. výrobních zdrojů), ale různou úroveň produktivity (např. lepší technické vybavení nebo vzdělanější pracovníky).
- Země X je schopná za měsíc vyrobit buď 24 kusů výrobku A, nebo 24 kusů výrobku B.
- Země Y je schopná za měsíc vyrobit buď 12 kusů výrobku A, nebo 6 kusů výrobku B.

|        | výrobek A | výrobek B |
| ------ | --------- | --------- |
| Země X | 24 kusů   | 24 kusů   |
| Země Y | 12 kusů   | 6 kusů    |

Země X je tedy schopná vyrobit více množství obou výrobků než země Y, má absolutní výhodu jak u výrobku A, tak i u výrobku B. Jaké jsou však náklady obětovaných příležitostí?

### Náklady obětovaných příležitostí
- Země X aby vyrobila jeden výrobek A, musí obětovat jeden výrobek B a naopak.
- Země Y je však při výrobě A rychlejší než při výrobě B, a proto, aby vyrobila jeden výrobek A, musí obětovat jen půl výrobku B, zatímco pokud chce vyrobit B, musí obětovat dva výrobky A.

|        | výrobek A | výrobek B |
| ------ | --------- | --------- |
| Země X | 1 B       | 1 A       |
| Země Y | 1/2 B     | 2 A       |

Proto pro obě země bude výhodné, když se země X specializuje na výrobek B, protože její náklady obětovaných příležitostí (1 A) jsou nižší než náklady obětovaných příležitostí v zemi Y (2 A). A naopak: země Y se bude specializovat na výrobek A, neboť její alternativní náklady (1/2 B) jsou nižší než alternativní náklady země X (1 B).

### Výhodnost obchodu mezi zeměmi

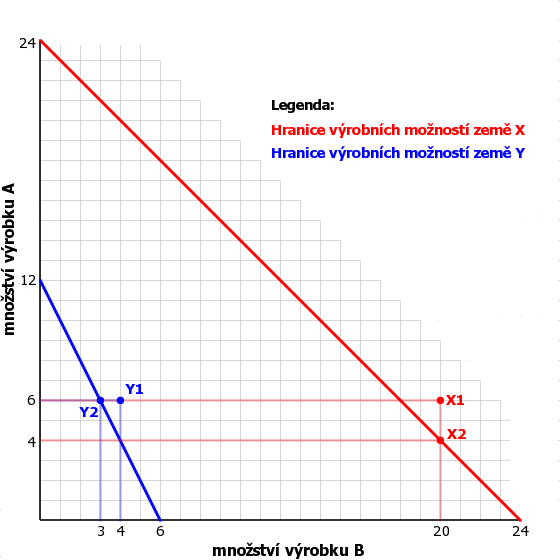
Posun spotřeby za hranici výrobních možností

V čem spočívá výhodnost obchodu mezi zeměmi X a Y? Obchod umožňuje zemím spotřebu nad jejich hranici produkčních (výrobních) možností. Země se například dohodly na obchodu, kdy země X dodá 4 výrobky B výměnou za 6 výrobků A od země Y.
- Země X tedy prodá 4×B (vzdá se jejich spotřeby ve prospěch druhé země) a dostane 6×A (může je spotřebovat). Tento stav je na obrázku zachycen jako bod X1. V případě, že by se země na takovém obchodě nedohodly, země X se vzdá spotřeby čtyř výrobků B, aby mohla vyrobit i výrobek A, jenže vyrobí (a může spotřebovat) pouze čtyři výrobky A. Tento stav je na obrázku zachycen jako bod X2.
- To platí i pro druhou zemi. Země Y prodá 6×A a dostane 4×B (na obrázku bod Y1). V případě, že se obchod neuskuteční, musí se země Y vzdát spotřeby šesti výrobků A, aby mohla vyrobit i výrobek B, ale je schopná vyrobit pouze tři výrobky B (na obrázku jako bod Y2).